# Khillar

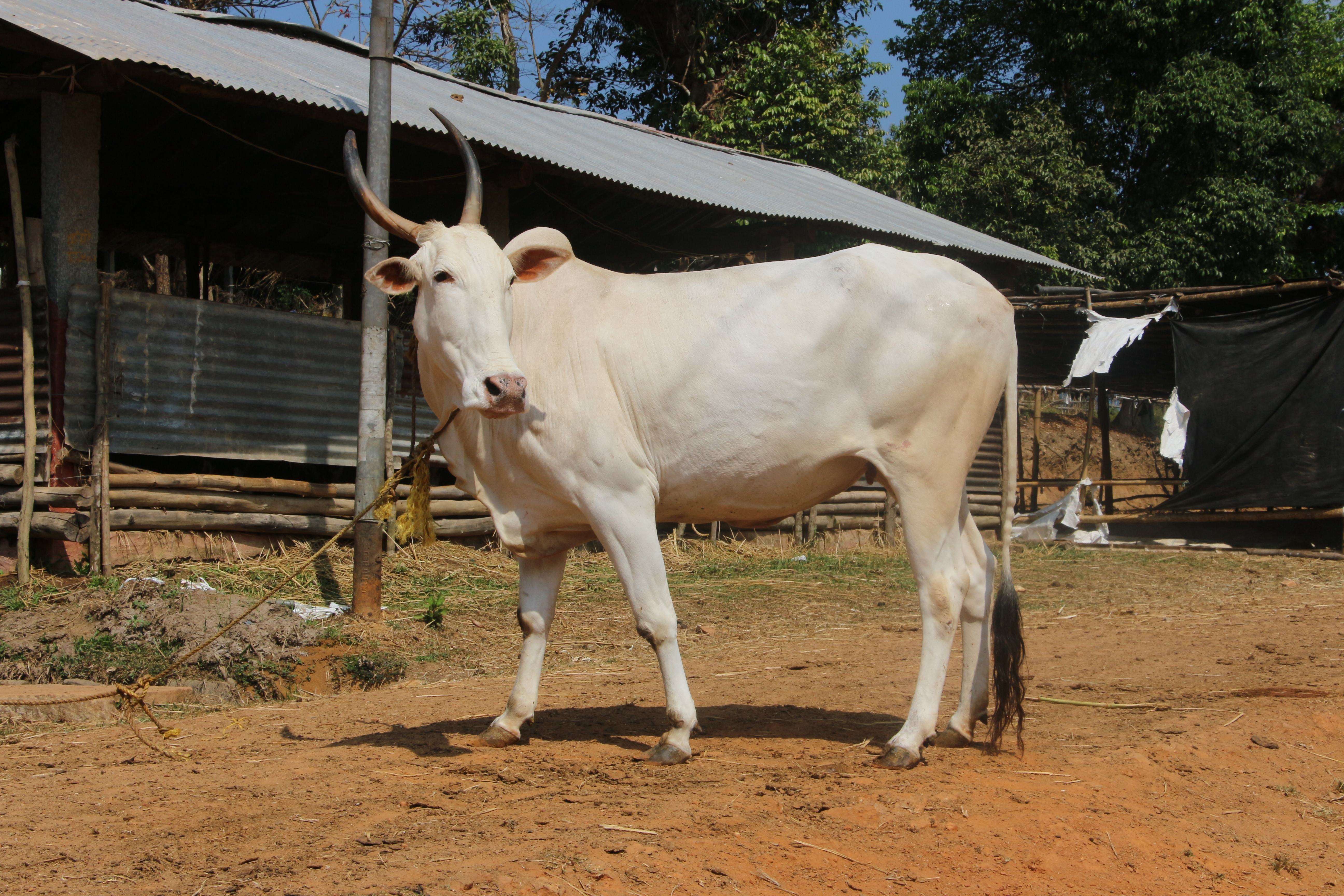
Khillar-Kuh

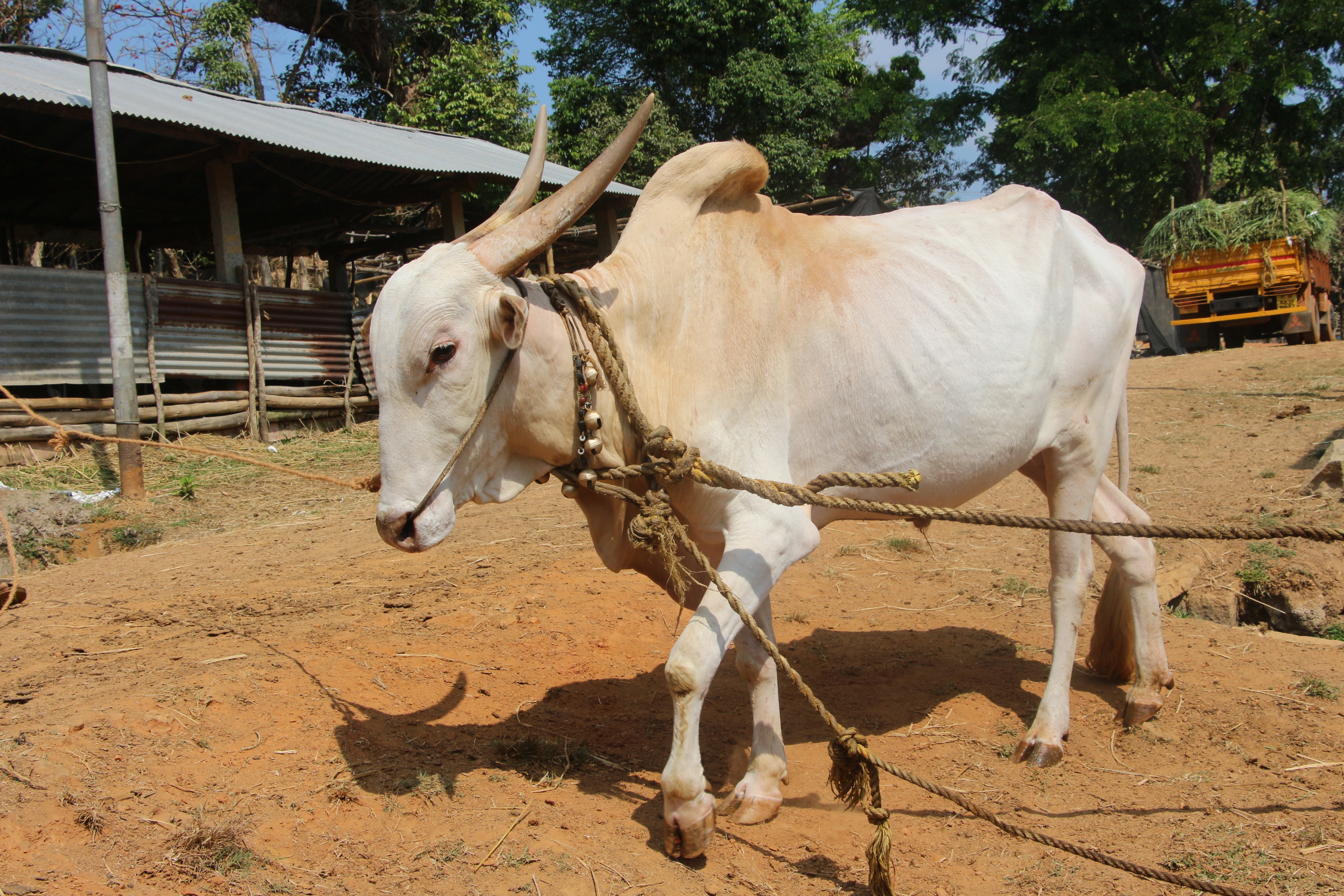
Khillar-Bulle

Khillar (Marathi खिल्लार, Kannada ಖಿಲಾರಿ) ist eine indische Zebu-Rinderrasse.

## Beschreibung
Die Ursprungsregion der Rasse liegt im heutigen südlichen Maharashtra (Distrikte Kolhapur, Solapur, Sangli und Satara) sowie in den angrenzenden nördlichen Distrikten Karnatakas (Belagavi, Vijayapura). Der Überlieferung nach sind sie eine Weiterzüchtung der Hallikar-Zeburasse aus dem ehemaligen Staat Mysore. Khillar-Rinder werden vor allem als Zug- und Arbeitstiere eingesetzt. Vom Erscheinungsbild sind es kompakte, kräftige Tiere, mit straffer Haut und muskulösen Gliedmaßen, die schnell und beweglich sind. Die Farbe ist meist weiß bis grau-weiß, seltener gelbbraun bis ziegelfarben. Die etwa 25 bis 30 cm langen Ohren stehen seitlich ab, die Widerristhöhe liegt zwischen 124 und 140 cm, und der Brustumfang beträgt 150 bis 190 cm. Die Länge der meist gekrümmten, spitz zulaufenden Hörner liegt bei etwa 55 bis 60 cm. Vom Temperament werden die Tiere als überwiegend zahm und gefügig, zum kleinen Teil aber auch als wild beschrieben. Das Körpergewicht männlicher Arbeitstiere liegt bei etwa 408 kg, das von Milchkühen bei 305 kg, die Körperlänge bei 130 cm (Kühe) bis 150 cm (Bullen). 
Trotz der gängigen Klassifizierung als Arbeitstiere scheinen Khillar zu einem signifikanten Anteil (nach einer Studie aus dem Jahr 2009 zu etwa 30 %) auch als Milchvieh genutzt zu werden. Nach einer statistischen Erhebung aus dem Jahr 2011 gab es 1.102.359 Khillar-Rinder in Indien. Die Bestände sind rückläufig, so dass es staatliche Anstrengungen gibt, die indigene Zeburasse zu erhalten.